# The Knutz
The Knutz é uma banda brasileira de rock formada em 2005. A banda possui influências no death rock e rock gótico.

## História

### Formação da banda (2003 - 2005)
Em meados de 2003, dois irmãos, Daniel e Tiago Abud, iniciaram no meio musical devido a fortes influências de bandas como David Bowie, Sex Pistols, Bauhaus e The Cure. Destinaram-se desde o princípio à criação e composição de suas próprias letras e melodias, sempre procurando por outros músicos que partilhassem dos mesmos objetivos.
Foi no final de 2004 que, ao se apresentarem em uma audição dirigida pelo Centro Musical Paulo Guerra, curso de música que frequentavam em Niterói (RJ), conheceram o baterista Airton Silva e o guitarrista João Arthur, colegas deste mesmo curso e que apresentavam bastante afinidade musical com Tiago e Daniel.
Passado um mês, os quatro músicos encontraram-se novamente, ansiosos pelo desenvolvimento de um próprio projeto musical. Então, as composições dos dois irmãos foram trabalhadas, novas músicas foram feitas e um nome foi dado. Assim nasceu a banda Knutz.

### Primeiros passos (2005 - 2008)
Em 2005, o grupo grava seu primeiro disco demo, com 15 faixas autorais. Agora com sua música definida e devidamente gravada, Knutz vai aos palcos e dá início a uma série de apresentações que percorreria diversos estados brasileiros e chegaria à Europa alguns anos depois.
Nos próximos anos, a banda passa por diversas reformulações em seu elenco, somente permanecendo fixos até hoje os irmãos Abud e o baterista Airton Silva.  Contudo, isso não atrapalhou o andamento das atividades rotineiras dos Knutz, seja relançando o disco demo em 2006 com a inclusão de duas faixas ao vivo, abrindo o show dos italianos Theatres des Vampires em setembro de 2007, em São Paulo, ou participando de festivais como o WoodGothic em maio de 2008, em São Thomé das Letras (MG).
Não tardaria para que o grupo começasse a repercutir no exterior. Entre diversas aparições em rádios e revistas, – a exemplo da russa Grave Jibes Fanzine e da italiana Iyezine – o jornalista inglês Mick Mercer resenha o disco demo dos Knutz neste mesmo ano e inclui a banda posteriormente em seu livro Music To Die For.

### Ghost Dance Partye sua repercussão (2009 - 2012)
Em 2009, o grupo vai aos estúdios para trabalhar em seu primeiro álbum oficial, que leva o nome do single Ghost Dance Party. No entanto, o álbum é lançado somente em novembro de 2010, em meio à primeira turnê internacional do grupo, na Inglaterra. O destaque foi a apresentação no Spider’s Web Festival, que ocorreu na maior casa de shows de música independente de Bristol, The Fleece, amplamente conhecida por ter sido o palco de bandas como Oasis, Radiohead, Muse, Coldplay, Amy Winehouse, Jeff Buckley e The Killers.
Durante o processo de lançamento do disco, a banda começa também a produzir os seus próprios vídeos: The Hanging Man, Where are you now e Just be you são os primeiros clipes profissionais do grupo. E ao mesmo tempo, os Knutz continuam repercutindo internacionalmente com a inclusão do single Ghost Dance Party em coletâneas como The Smoke and Spotlight Compilation Vol.4 e Crawling Tunes Vol.3. No Brasil, a canção é reproduzida no programa Globo Esporte da Rede Globo durante uma entrevista com o grupo.
Em agosto de 2011, Ghost Dance Party é relançado e distribuído pelo selo independente alemão AF Music, que garantiu diversas resenhas do álbum em websites como Midnight Calling, Dark Entries e Reflections of Darkness. Mick Mercer novamente se interessa pelo trabalho do grupo e resenha o disco em The Mick 57 – The Class of 2011.
No ano seguinte, Knutz marca presença no Festival do Rio 2012 com o single Heaven Outside The Mirror compondo a trilha sonora do curta Acontece, de Guilherme Scarpa e Felipe O’Neil. Além disso, com o patrocínio da Melody Box, a música ganha o seu videoclipe também no mesmo ano. No exterior, é incluída na Dark Visions DVD 7, editado pela revista alemã Zillo Musikmagazin, ao lado de bandas como Nightwish e Epica.

### We Are The Monsterse novas empreitadas (2013 - 2016)
Em 2013, a banda volta aos estúdios para a gravação do novo disco We Are The Monsters, com canções inéditas. Neste mesmo ano, o grupo lança The Knutz live at the Fleece, também pelo selo da AF Music. Este álbum se refere aos fonogramas da apresentação na Inglaterra no final de 2010.
Paralelamente ao lançamento de novos materiais dos últimos anos, os Knutz vêm se apresentando em novas cidades, como Brasília no América Rock Clube, Petrópolis no Festival Independente de Inverno, e em casas de show bastante conhecidas a exemplo do Teatro Odisséia, no Rio de Janeiro. Em sua própria cidade, Niterói, a banda vem se apresentando na Psycho Party – produzido pelo grupo em parceria com Ludmila Houben, e que ocorre regularmente no pub Saloon Beer desde 2013 – entre outros eventos como o Festival Araribóia Rock  que repercutiu nos principais jornais do município. Ainda neste período, é lançado o videoclipe do single Ghost Dance Party, o primeiro de animação do grupo, mais precisamente em 2014.
Em 31 de outubro de 2015, a banda lança o novo álbum We Are The Monsters, junto com os videoclipes das faixas We Are The Monsters e BBBatz. A turnê internacional do novo álbum ocorreu de maio a junho de 2016, na Alemanha. Também chamada de Monsters on tour, foi composta por um total de cinco shows, incluindo os maiores e mais conhecidos squats punks do país como AZ (Mülheim), Alte Meierei (Kiel) e Alhambra (Oldenburg). Sempre contando com o apoio da banda alemã Ghost of Dawn, os Knutz difundiram sua música do norte da Alemanha à sua capital, Berlin.

## Formação

### Membros Atuais
- Daniel Abud – vocal / guitarra
- Tiago Abud – baixo
- Airton Silva – bateria

### Ex-membros
- João Arthur Souza – guitarra
- José Carlos Moreira Assis – teclado
- Gustavo Scanferla – teclado
- Zero (Nathan Santos) – teclado
- Ronaldo César – teclado

## Discografia

### Discos Demo
- Knutz – 2005
- Knutz (relançado com mais 2 faixas ao vivo) – 2006

### Álbum de estúdio
- Ghost Dance Party – 2010
- We Are The Monsters – 2015
- The Tower –  2018

### Álbum ao vivo
- The Knutz Live at The Fleece (2010) – lançado em 2013

## Ligações Externas
- «The Knutz - Site oficial» (em inglês)